# Lucius Valerius Maximus Basilius (préfet)
Pour les articles homonymes, voir Lucius Valerius Maximus Basilius.
Lucius Valerius Maximus Basilius (fl. 319-321) était un homme politique de l'Empire romain.

## Vie
Fils de Lucius Valerius Messalla.
Il a été préfet de la Ville de Rome en 319-321.
Il était le père de Lucius Valerius Maximus Basilius.